# Pont-sur-Seine
Pont-sur-Seine är en kommun i departementet Aube i regionen Grand Est (tidigare regionen Champagne-Ardenne) i nordöstra Frankrike. Kommunen ligger  i kantonen Nogent-sur-Seine som ligger i arrondissementet Nogent-sur-Seine. År 2022 hade Pont-sur-Seine 1 117 invånare.

## Befolkningsutveckling
Antalet invånare i kommunen Pont-sur-Seine
Referens: INSEE

## Galleri

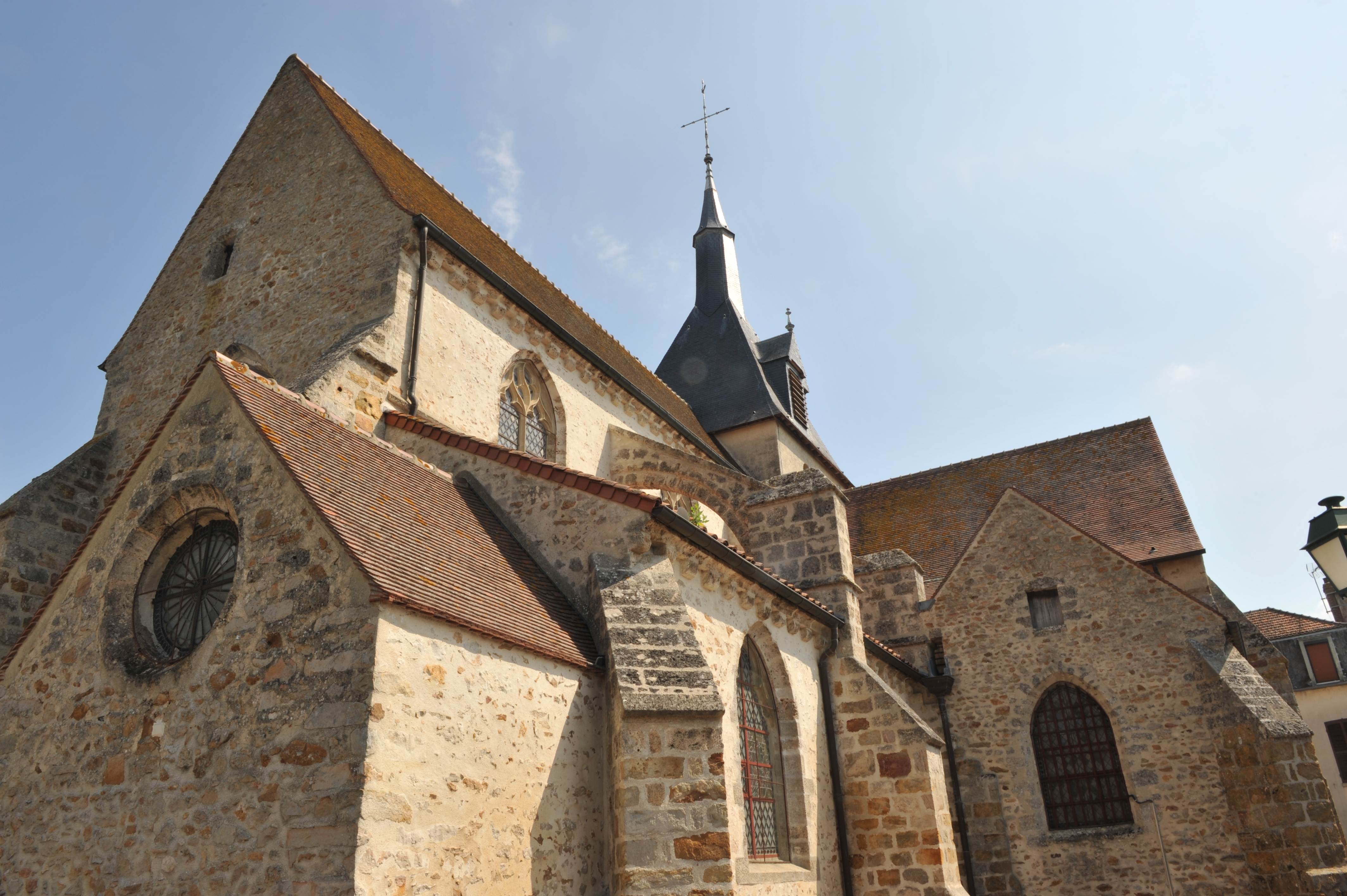
Église de Pont-sur-Seine
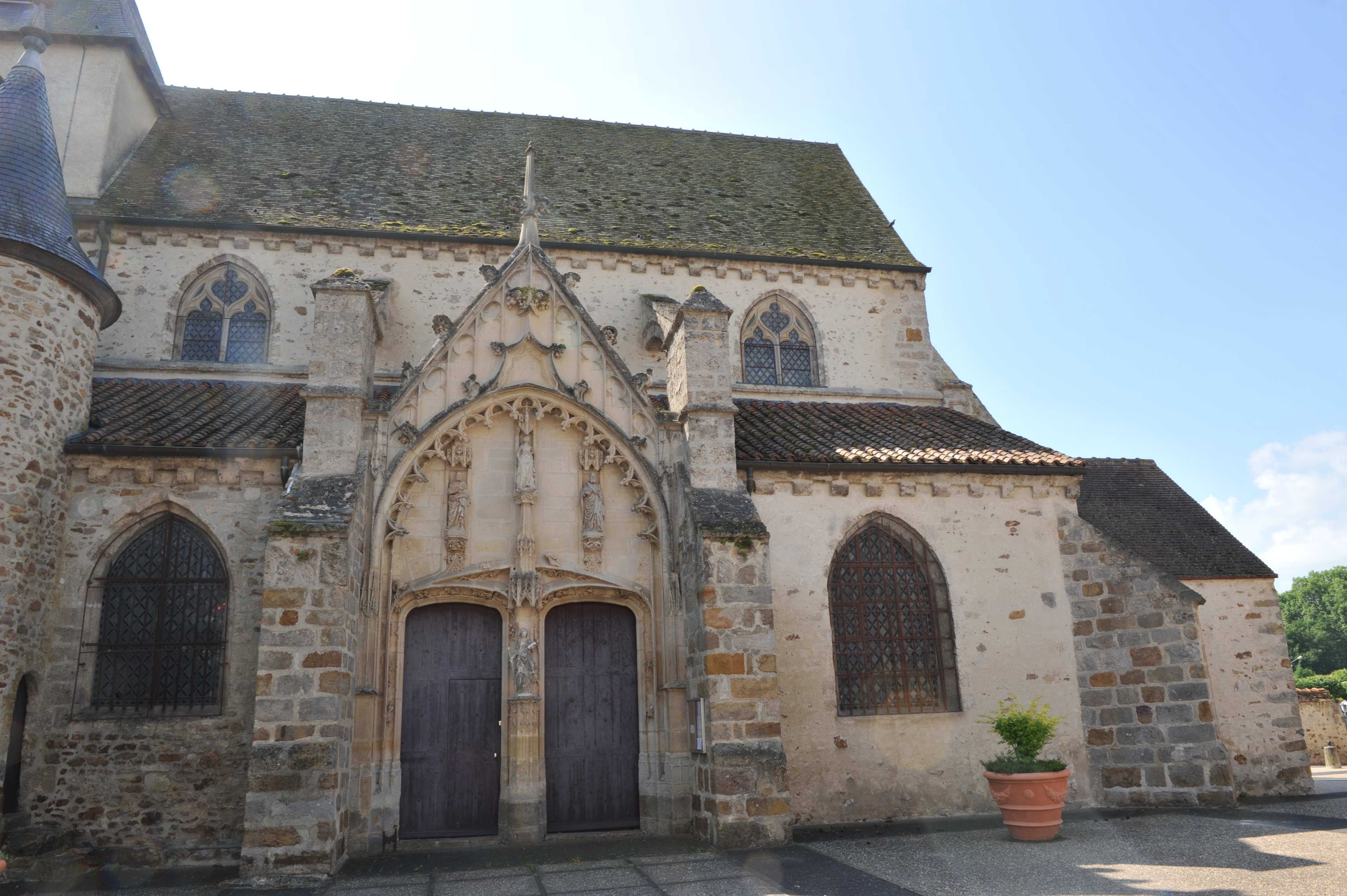
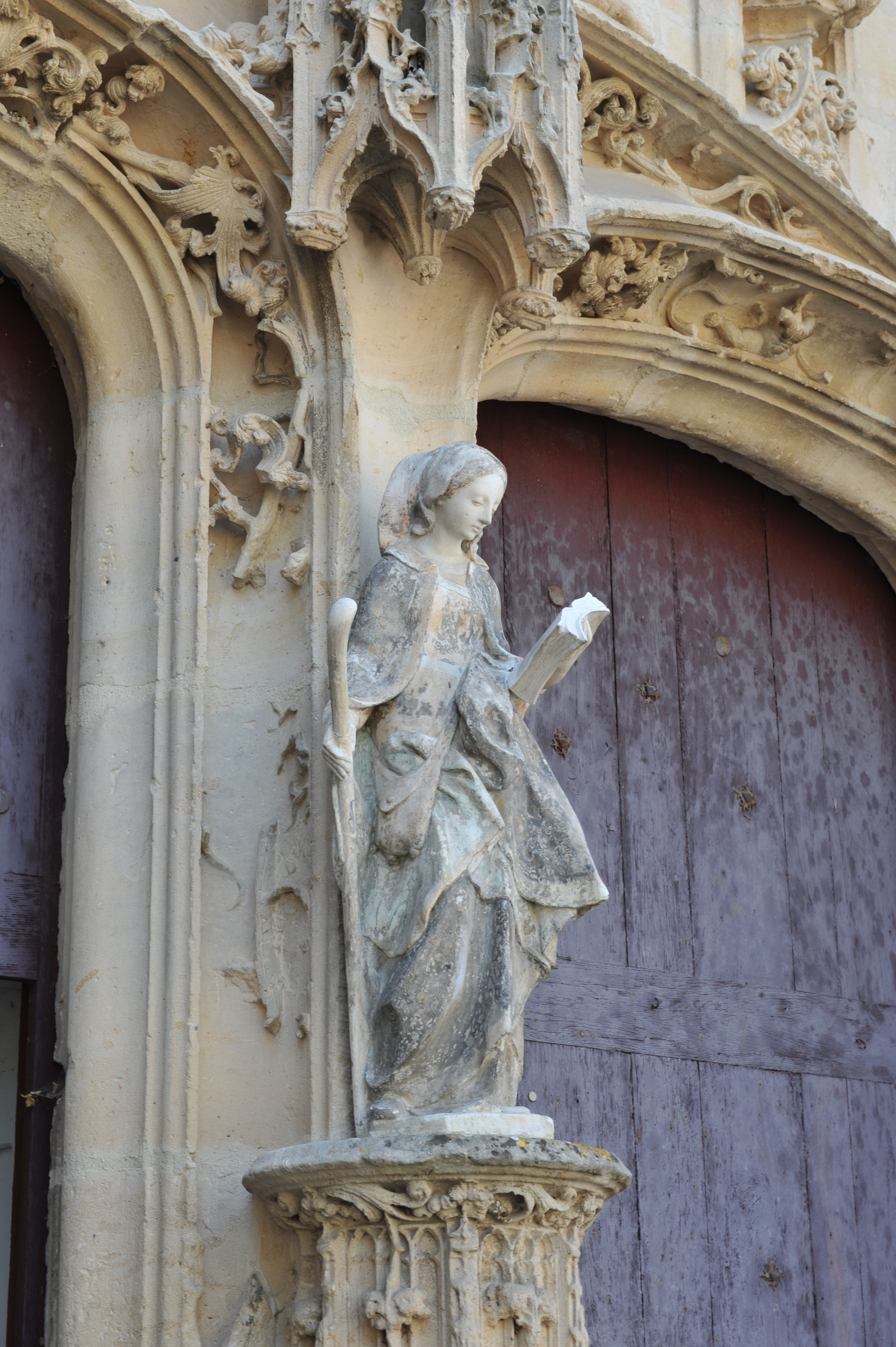
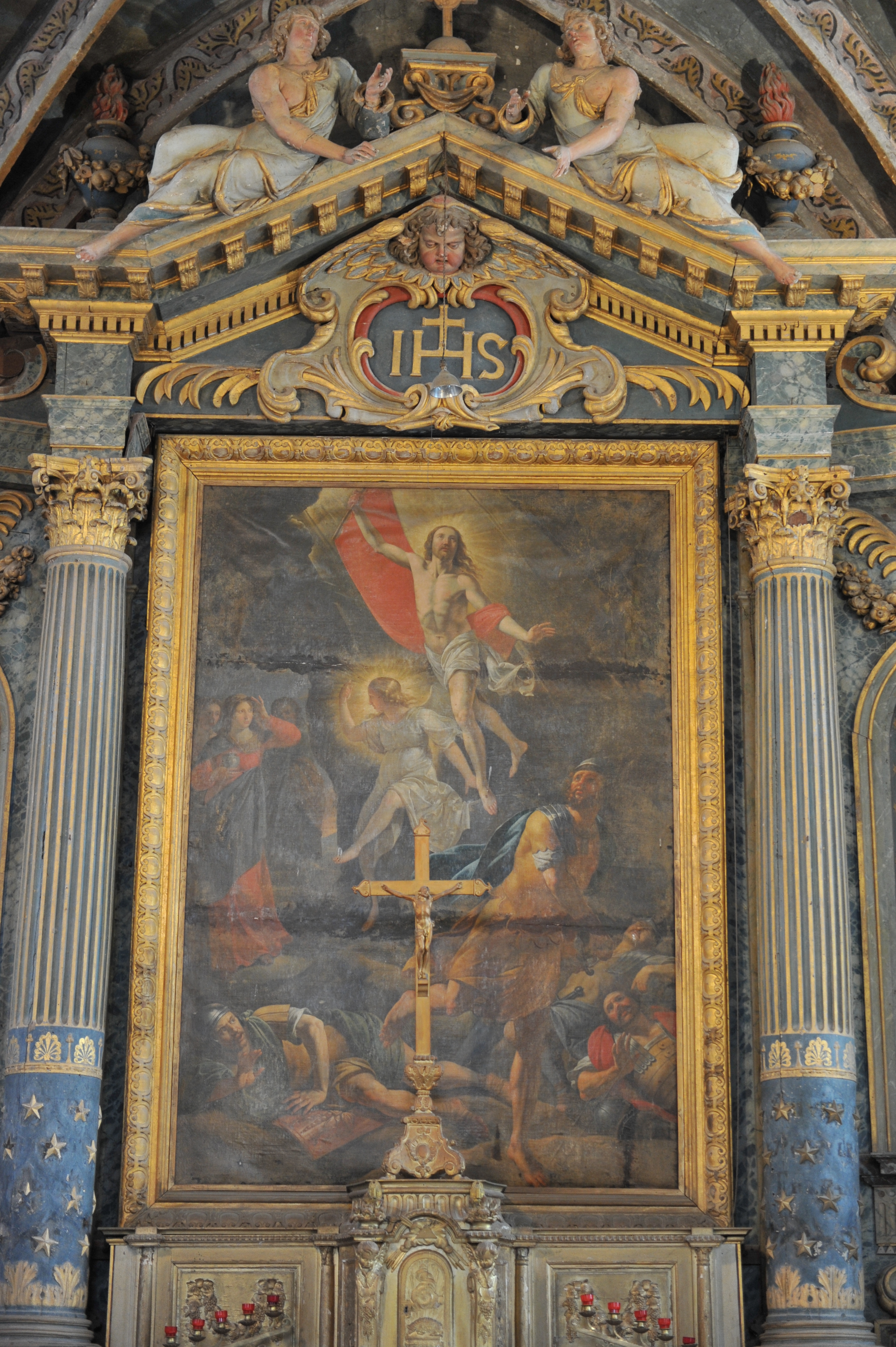
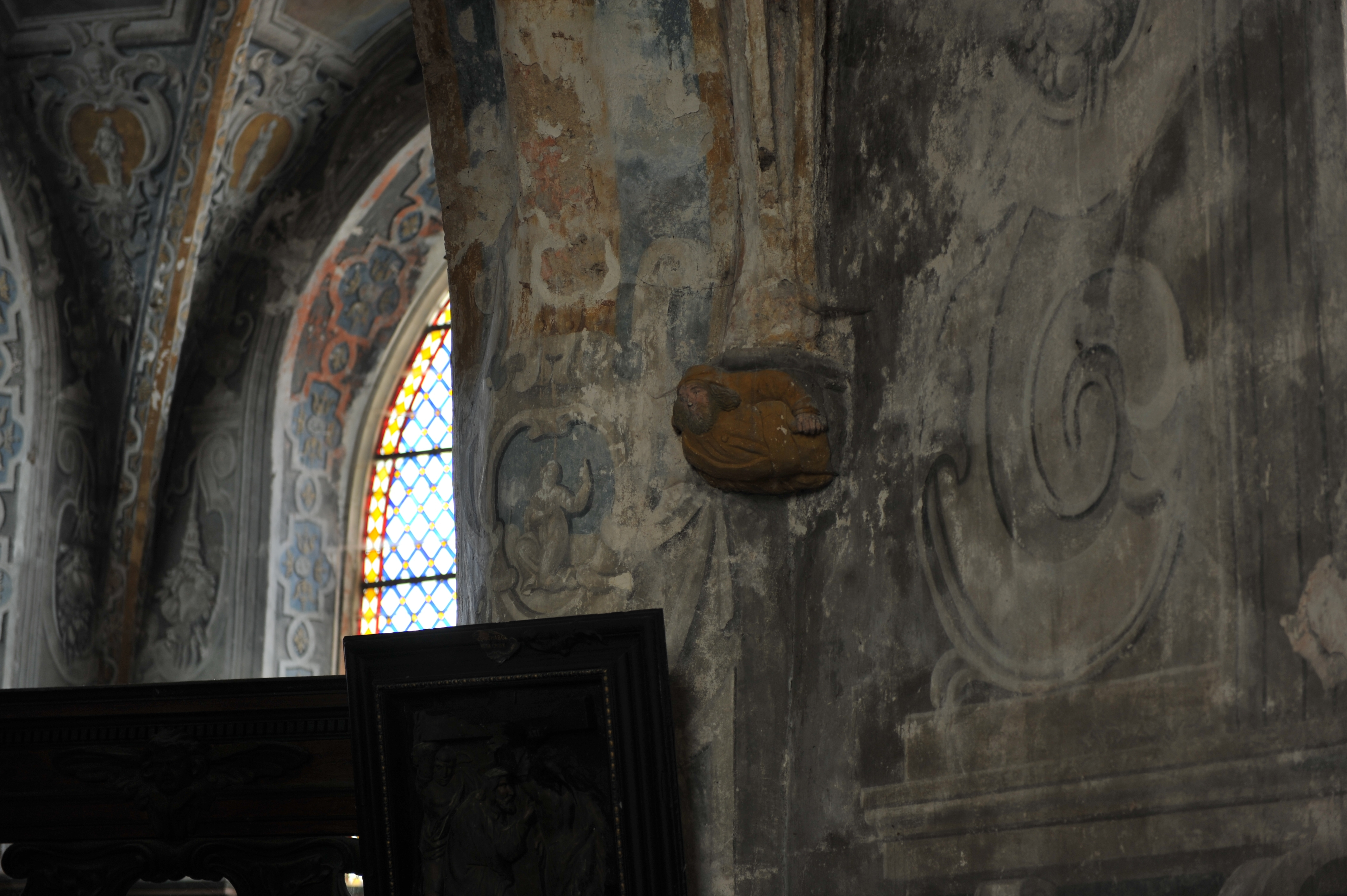